# The Love Thief (film 1926)
The Love Thief è un film muto del 1926 diretto da John McDermott che ne firma anche il soggetto e la sceneggiatura. Prodotto e distribuito dalla Universal Pictures, aveva come interpreti Norman Kerry, Greta Nissen, Marc McDermott, Cissy Fitzgerald, Agostino Borgato, Nigel Barrie.

## Trama
Per evitare la guerra tra due piccoli paesi europei, la Moraine e la Norvia, viene combinato il matrimonio tra il principe ereditario Boris di Moraine e la principessa Flavia di Norvia. Il principe Karl di Norvia vede in quel matrimonio l'opportunità di un'alleanza che gli farà ottenere il controllo di entrambi i regni. Ma quando si reca da Boris, si accorge che il principe è troppo indipendente per cedere ai suoi intrighi. Flavia, intanto, mentre si trova nel parco del palazzo, incontra - senza conoscerlo - Boris che la crede cugina della principessa, innamorandosi di lei. Si rende quindi conto che non potrà proseguire nei preparativi di quel matrimonio. Karl complotta per fare abdicare Boris il quale, per assecondare il ministro, non reagisce, cadendo in disgrazia. Flavia, per fare in modo che non accada nulla a Boris, accetta di sposare Michael, il principe idiota. Ma, dopo che Boris viene segretamente sostituito da Michael alla cerimonia, Flavia denuncia il complotto e la storia finisce felicemente.

## Produzione
Il film fu prodotto dalla Universal Pictures.

## Distribuzione
Il copyright del film, richiesto dalla Universal Pictures Corp., fu registrato il 22 maggio 1926 con il numero LP22762.

Distribuito dalla Universal Pictures, il film uscì nelle sale statunitensi il 13 giugno 1926.
Non si conoscono copie ancora esistenti della pellicola che viene considerata presumibilmente perduta.